# Claude Lemieux (acteur)
Pour les articles homonymes, voir Lemieux.
Claude Lemieux est un acteur et metteur en scène québécois né le 14 mai 1952 à Québec et mort le 29 juin 2019 à Montréal.

## Biographie
Né le 14 mai 1952 à Québec, Claude Lemieux est diplômé en théàtre (interprétation) du Collège Lionel-Groulx. Dans les années 1970, il se joint au Groupe de la Veillée auquel il participe comme acteur et metteur en scène. En 1978, il met en scène L'Amer de Gabriel Arcand et Julien Poulin. Comme acteur, il est de nombreuses pièces de théâtre mise en scène par Téo Spychalski.
Après une apparition dans le film Le Crime d'Ovide Plouffe de Denys Arcand en 1984, sa carrière au cinéma et la télévision prend plus d'importance à compter des années 1990. Il incarne, entre autres, Bertrand Fournel dans la série télévisée Omertà, la loi du silence.
Claude Lemieux meurt le 29 juin 2019 d'un arrêt cardiaque à l'âge de 67 ans à l'Hôpital Notre-Dame de Montréal,.

## Filmographie

### Cinéma
- 1975 : La Maison qui empêche de voir la ville de Michel Audy : Érick
- 1984 : Le Crime d'Ovide Plouffe de Denys Arcand : prisonnier
- 1990 : Pas de répit pour Mélanie : infirmier
- 1992 : La Sarrasine (en) : Cyrille Lavoie
- 1994 : La Vie d'un héros (en) : capitaine Normandeau
- 1996 : Pudding chômeur : Morelli
- 1997 : Matusalem II : Le Dernier des Beauchesne : chauffeur des Bouduriens
- 1999 : Quand je serai parti... vous vivrez encore de Michel Brault : Mondelet
- 2002 : Histoire de Pen : directeur de la prison
- 2002 : Yellowknife : Raymond
- 2003 : 20h17 rue Darling : le chauffeur des sinistrés
- 2008 : Truffe : Armand
- 2010 : Reste avec moi : Pierre Gratton
- 2011 : Décharge : Richard
- 2016 : Ruby pleine de marde (court métrage) de Jean-Guillaume Bastien : père de Carl
- 2017 : Yersinia Pestis (court métrage) de David Harrisson : le père d'Émile
- 2018 : La Bolduc : curé de Rivière-du-Loup
- 2018 : Pour vivre ici de Bernard Émond : Paul Dumais
- 2019 : Seven Seas (court métrage) de Martin-Philippe Tremblay : ami

### Télévision
- 1993 : Au nom du père et du fils : notaire Panneton
- 1993-1994 : Watatatow (5 épisodes) : Raymond Laurin
- 1994-1995 : Les Grands Procès : capitaine Matte / policier
- 1994 : René Lévesque : père Latour
- 1994 : Miséricorde : un client
- 1995 : Scoop (saison 4) (1 épisode) : M. Lirette
- 1995 : Le Sorcier : notaire Panneton
- 1995 : 10-07 : le pathologiste
- 1996-1999 : Omertà, la loi du silence : Bertrand Fournel
- 1996 : Innocence : Cantin
- 1997 : Madame le Consul : l'entraîneur
- 1997 : Le Masque : Jean-Paul Gabriel
- 1997-1998 : Le Retour : policier Martin Beaudry / Martin Beaudry
- 1998-2001 : Caserne 24 : Bruno
- 1999 : Deux frères : inspecteur Marco Géraldi
- 2000 : The Secret Adventures of Jules Verne : inspecteur Racine
- 2000-2002 : Tag : juge Parenteau
- 2002-2003 : Tabou : Luc Messier
- 2002-2003 : Le Plateau : Réal
- 2003 : 3X Rien : Roger « la tétine » Caron
- 2003-2017 : L'Auberge du chien noir : Claude Marcoux
- 2004 : Smash : le contracteur de François
- 2004 : Temps dur : Fernard Gravel
- 2005 : Le négociateur : Christophe Nadeau
- 2006 : Kif-Kif : William Pagé
- 2008 : Les Lavigueur, la vraie histoire : Donald Pednault
- 2010 : Prozac : La Maladie du bonheur : rédacteur en chef
- 2011 : Le Club des doigts croisés : Malo Martin
- 2011 : Malenfant : médecin de Raymond
- 2014 : Yamaska : notaire
- 2015 : Au secours de Béatrice : Ghyslain, intervenant
- 2015 : Les Jeunes Loups : Émile St-Pierre
- 2016 : Mensonges : Maurice Michaud
- 2017 : Lâcher prise : enquêteur
- 2018-2019 : Cheval-Serpent : Pierre Gaudreau
- 2019 : O' : Normand Bélanger

## Théâtre

### Acteur
Source : Rappels, la mémoire du théâtre au Québec
- 1976 : Prenez-nous et aimez-nous de Réjean Ducharme, mise en scène de Germain Beauchamp, Organisation Ô : Coryphée
- 1976 : Kié-Con-Pétan création collective, Organisation Ô
- 1981 : Transvivance ou Marlin et la bête à sept têtes de Pierre Pilote, mise en scène de Claude Lemieux, Groupe de la Veillée : le conteur bossu
- 1983 : L'Idiot de Fiodor Dostoïevski, mise en scène de Téo Spychalski, Groupe de la Veillée : Parfène Rogojine
- 1985 : Dans le petit manoir de Stanisław Ignacy Witkiewicz, mise en scène de Téo Spychalski, Groupe de la Veillée : Diapanase Nibek, le père
- 1987 : Un bal nommé Balzac d'après La Peau de chagrin et autres textes d'Honoré de Balzac, mise en scène de Téo Spychalski, Groupe de la Veillée : le mondain (évoquant Vautrin)
- 1989 : Joseph et ses frères de Thomas Mann, mise en scène de Claude Lemieux, Groupe de la Veillée : Jacob
- 1991 : Don Juan d'Oscar Milosz, mise en scène de Martine Beaulne, Groupe de la Veillée : Don Luis, le matelot
- 1992 : Le Retour de Harold Pinter, mise en scène de Gregory Hlady, Groupe de la Veillée : Sam
- 1992 : Amerika de Franz Kafka, mise en scène de Gregory Hlady, Groupe de la Veillée : Oncle Jakob / le domestique / le gérant de l'hôtel / l'homme du couple
- 1994 : Les Nuages de terre de Daniel Danis, mise en scène de Daniel Meilleur et Werewere Liking : Voyé, père de Talla, mari de Dirédirée
- 1997 : Les Démons de Fiodor Dostoïevski, mise en scène de Téo Spychalski, Groupe de la Veillée : Lébiadkine, un conspirateur
- 1999 : Roméo et Juliette de William Shakespeare, mise en scène de Martine Beaulne, Théâtre du Nouveau Monde : Montaigu
- 2001 : Six Personnages en quête d'auteur de Luigi Pirandello, mise en scène de Wajdi Mouawad, Théâtre de Quat'Sous : l'acteur père
- 2002 : Au cœur de la rose de Pierre Perrault, mise en scène de Denis Marleau, UBU compagnie de création, Théâtre du Rideau vert : le capitaine
- 2003 : Elle est là de Nathalie Sarraute, mise en scène de Christiane Pasquier, Espace Go : H1
- 2006 : Une trop bruyante solitude de Bohumil Hrabal, adaptation et mise en scène de Téo Spychalski, Groupe de la Veillée, Théâtre Prospero : le mondain (évoquant Vautrin)
- 2008 : La Société de Métis de Normand Chaurette, mise en scène de Joël Beddows, Théâtre Catapulte, Espace Libre, La Nouvelle Scène : Casimir Flore
- 2007 : La Métamorphose de Franz Kafka, mise en scène de Oleg Kisseliov, Groupe de la Veillée, Théâtre Prospero : le père
- 2014 : Le Souffleur de verre de Denis Lavalou, mise en scène de Denis Lavalou, Théâtre Complice, Espace Libre : le voisin

### Metteur en scène
- 1978 : L'Amer de Gabriel Arcand et Julien Poulin, Groupe de la Veillée, L'Atelier
- 1981-1982 : Transvivance ou Marlin et la bête à sept têtes de Pierre Pilote, Groupe de la Veillée, Théâtre Le Pigeonnier
- 1989 : Joseph et ses frères de Thomas Mann, Groupe de la Veillée, Espace La Veillée
- 1990 : L'Arnaque d'Ernst Jünger, Groupe de la Veillée
- 1997 : Théâtre décomposé ou L'homme poubelle de Matei Vișniec, Groupe de la Veillée, Espace La Veillée
- 1998 : La Femme comme champ de bataille de Matei Vișniec, Groupe de la Veillée, Théâtre Prospero
- 2000 : Tapage nocturne de Francis Monmart, Groupe de la Veillée, Théâtre Prospero
- 2004 : Les Démons de Fiodor Dostoïevski, Groupe de la Veillée, Théâtre Prospero
- 2010 :  Yel Yaacobi et Leidental de Hanoch Levin, Groupe de la Veillée, Théâtre Prospero